# ミスティー・フリップ
ミスティー・フリップ（英語: misty flip）とは、スノーボードにおける技術（トリック）のひとつ。スノーボードの愛好家の間では俗に「ミスティ」と略して呼ばれることも多い。
いわゆる3Dトリックといわれるものの一つに分類される。ストレートジャンプでバックサイド方向に180度（半回転）以上の横回転をしながら、さらにフロントロール（前方1回転）の縦回転を行うトリックである。
とても見栄えの良い技である反面、非常に難易度の高い技で、危険度も高い。